# Neolophonotus diana
Neolophonotus diana là một loài ruồi trong họ Asilidae. Neolophonotus diana được Londt miêu tả năm 1988. Loài này phân bố ở vùng nhiệt đới châu Phi.